# Nemischajewe
Nemischajewe (ukrainisch Немішаєве, russisch Немешаево Nemeschajewo) ist eine Siedlung städtischen Typs in der ukrainischen Oblast Kiew mit etwa 7800 Einwohnern (2019).

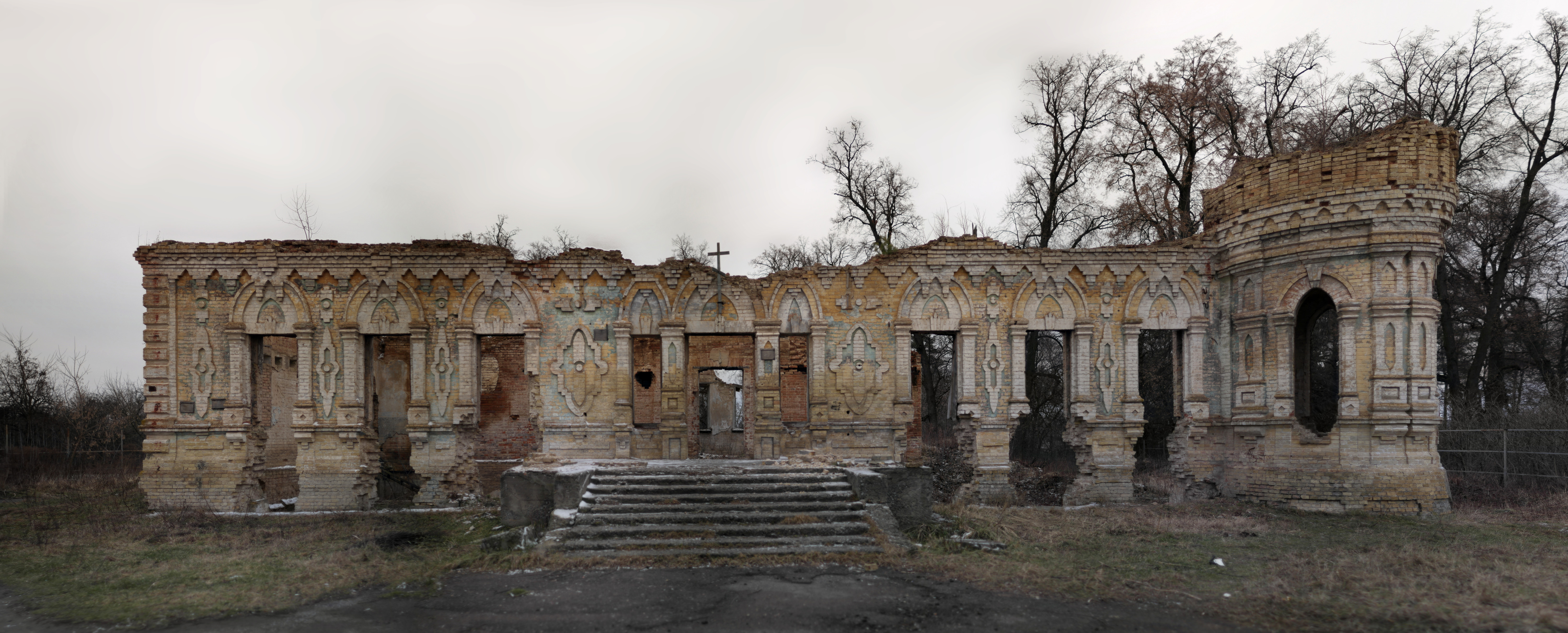
Schlossruine Osten-Sacken in Nemischajewe

Die im September 1900 in Verbindung mit dem Bau der Bahnstrecke Kiew-Kowel gegründete Ortschaft liegt an der Fernstraße M 07 18 km südöstlich von Borodjanka und 37 km nordwestlich des Stadtzentrums von Kiew. Nemischajewe besitzt den Status einer Siedlung städtischen Typs seit 1950. Durch die Ortschaft fließt der kleine Fluss Topirez (Топірець), der hier zu einem Stausee angestaut ist. Im Ort befindet sich ein Bahnhof und eine Schlossruine  der Adelsfamilie Osten-Sacken aus der ersten Hälfte des 19. Jahrhunderts.

## Verwaltungsgliederung
Am 12. Juni 2020 wurde die Siedlung zum Zentrum der neugegründeten Siedlungsgemeinde Nemischajewe (Немішаївська селищна громада/Nemischajiwska selyschtschna hromada). Zu dieser zählen auch die Siedlung städtischen Typs Klawdijewo-Tarassowe und die 2 in der untenstehenden Tabelle aufgelisteten Dörfer, bis dahin bildete sie die gleichnamige Siedlungsratsgemeinde Nemischajewe (Немішаївська селищна рада/Nemischajiwska selyschtschna rada) im Südosten des Rajons Borodjanka.
Am 17. Juli 2020 kam es im Zuge einer großen Rajonsreform zum Anschluss des Rajonsgebietes an den Rajon Butscha.
Folgende Orte sind neben dem Hauptort Nemischajewe Teil der Gemeinde:
| Name                     | Name               | Name                                      |
| ukrainisch transkribiert | ukrainisch         | russisch                                  |
| ------------------------ | ------------------ | ----------------------------------------- |
| Klawdijewo-Tarassowe     | Клавдієво-Тарасове | Клавдиево-Тарасово (Klawdijewo-Tarassowo) |
| Mykulytschi              | Микуличі           | Микуличи (Mikulitschi)                    |
| Poroskoten               | Пороскотень        | Пороскотень                               |